# Post- och telestyrelsens författningssamling
Post- och telestyrelsens författningssamling innehåller en samling föreskrifter som Post- och telestyrelsen utfärdat.